# اجرای زنده دیدهای شبانه
اجرای زنده دیدهای شبانه (انگلیسی: Night Visions Live) دومین آلبوم زنده از گروه موسیقی راک آمریکایی ایمجین درگنز است. این آلبوم در ۱۶ مه ۲۰۱۳ ضبط شده و در ۲۵ فوریه ۲۰۱۴ توسط اینترسکوپ رکوردز منتشر شد.